# کیسه چوپان (سرده)
کیسه چوپان (نام علمی: Thlaspi) نام یک سرده از تیره شب‌بویان است.